# John F.A. Sanford
John F.A. Sanford, född 1806 i Virginia, död 1857 i New York, var en amerikansk handelsman och indianagent, svarande i målet Dred Scott mot Sandford.

## Indianagent
John Sanford blev 1825 kanslist hos William Clark, som då var överintendent och distriktschef för indianförvaltningen i Saint Louis. Året därefter utnämndes han till underagent för övre Missouri och vistades två år bland mandanerna. Han återvände tillfälligt till Saint Louis 1828 och 1830. Han ledde 1831 en delegation med indianer till Washington, D.C. På återväg till indianlandet var han, tillsammans med Pierre Chouteau, Jr och indianmålaren George Catlin passagerare på hjulångaren Yellow Stone under dess jungfrufärd uppför Missourifloden. Sanford återkom till Saint Louis och gifte sig med Emelie Chouteau, dotter till Pierre Chouteau, Jr. När Sanford återvände till sin agentur våren 1833 medföljde som passagerare på Yellow Stones färd uppströms även den tyske naturhistorikern Maximilian zu Wied-Neuwied och hans schweiziske illustratör, och George Catlins konkurrent som indianmålare, Karl Bodmer.

## Handelsman
Sanford tog avsked som indianagent 1834 och började arbeta för sin svärfar och förblev i Chouteaus tjänst resten av sitt liv. Han blev delägare i firman 1838, gjorde sig en förmögenhet, flyttade till New York och gifte om sig då Emelie hade avlidit redan 1836. Sanford hade en kortare tid ägt slaven Dred Scott och blev därför svarande i det kända rättsfallet Dred Scott mot Sandford 1853 (genom ett administrativt misstag stavades hans namn fel i domstolshandlingarna). 1856 drabbades Sanford av ett psykiskt sammanbrott och intogs på mentalsjukhus där han även dog.